# Holcosus stuarti
Holcosus stuarti — вид ящірок родини теїдових (Teiidae). Ендемік Мексики.

## Поширення і екологія
Holcosus stuarti мешкають від центральної частини перешийка Теуантепек на схід до Лагуни-де-Термінос і до міста Теносіке та на південь вздовж долини Гріхальви до міста Тустла-Гутьєррес. Вони живуть на узліссях тропічних лісів, в садах і на плантаціях.